# Джардина, Тиффани
 Тиффани Кэтрин Джардина  (англ. Tiffany Kathrine Giardina) or Stalking Gia (с 15 августа 2011 года более известная под своим новым именем Gia (стилизованно Gi@) — американская певица, композитор, и модель. Она выпустила сингл We Got Christmas, в 2006 году выпустила «No Average Angel» в 2009 году и Paper Made Hearts в 2010 году. Она также записала саундтрек к фильму Tinker Bell, с песней «Shine».

## Биография
Тиффани родилась в Ваккабук, Нью-Йорк 4 ноября 1993 года и она является самой старшей из трех её сестёр. Тиффани начала проявлять себя на Бродвее в возрасте до пяти лет и появилась, как Молли в «Энни» и с небольшой ролью в «Питере Пэне» и «Звуках музыки». Она была в телевизионной рекламе для «Cheerios» и «Major League Baseball». Она также появилась в комедии "Saturday Night Live и The Late Show with David Letterman.

## Музыкальная карьера
Когда Тиффани было 13 лет, она подписала контракт с 785 Records. Первый альбом Тиффани "We Got Christmas вышел 8 ноября 2005 года. Первый сингл, «Sure Don’t Feel Like Christmas», был выпущен на радио во время рождественских праздников, и речь идет о девушке, чей отец находится в состоянии войны во время Рождества. Тиффани выпустила сингл «Dream Away».
Тиффани выпустила альбом No Average Angel в 2009 году. «No Average Angel» и «Hurry Up And Save Me» были представлены в «Another Cinderella Story» и были выпущены как синглы. Оба музыкальных клипа для них были отправлены в Нью-Йорк и были направлены Andrew Bennett и первые 1000 копий альбома пришли с бонусом на DVD с видеоклипом «Hurry Up And Save Me» и этот сингл стал её самым продаваемым синглом и было продано более 150 000 цифровых устройств на сегодняшний день.
Тиффани выпустила Paper Made Hearts EP 7 сентября 2010 года, но ни одна из песен на EP не была выпущена в качестве сингла.
Giardina выпустила сингл «I’m Not Crazy», как первый сингл с её альбома, появившегося 9 ноября 2010 года. Клип был также снят, и его выпустили на YouTube. Она записала песню на тему фильма «Barbie A Fashion Fairytale» под названием «Life Is Fairytale» и песня была использована в фильме. В 2012 году Тиффани записала несколько песен для фильма «Barbie The Princess and The Pop Star» под названиями «Here I Am», «I Wish I Had Her Life», «Look How High We Can Fly», «Perfect Day», «To Be A Princees/To Be A Pop Star», «Final Medley».

## Дискография

### Альбомы
| Year | Information                                                                                          | Peak chart positions | Peak chart positions | Peak chart positions |
| Year | Information                                                                                          | US Heatseekers       | Independent Albums   |                      |
| ---- | --- | -------------------- | -------------------- | -------------------- |
| 2006 | We’ve Got Christmas - Release: October 31, 2006 - Label: 785 Records - Formats: CD, digital download | -                    | -                    |                      |
| 2009 | No Average Angel - Release: January 20, 2009 - Label: 785 Records - Formats: CD, digital download    | 8                    | 34                   |                      |

### Extended plays
| Year | Album details                                                                                   | Peak chart positions | Peak chart positions |
| Year | Album details                                                                                   | US                   | US Heat              |
| ---- | ----------------------------------------------------------------------------------------------- | -------------------- | -------------------- |
| 2010 | Paper Made Hearts - Released: September 7, 2010 - Label: 785 Records - Format: digital download | -                    | -                    |

### Синглы
| Year | Single                           | Album               |
| ---- | -------------------------------- | ------------------- |
| 2009 | «Sure Don’t Feel Like Christmas» | We’ve Got Christmas |
| 2009 | «Hurry Up and Save Me»           | No Average Angel    |
| 2009 | «No Average Angel»               | No Average Angel    |
| 2010 | «I’m Not Crazy»                  | TBA                 |
| 2010 | «Life Is a Fairytale»            | TBA                 |

### Клипы
| Year | Title                  | Album            |
| ---- | ---------------------- | ---------------- |
| 2009 | «Hurry Up and Save Me» | No Average Angel |
| 2009 | «No Average Angel»     | No Average Angel |
| 2010 | «I’m Not Crazy»        | TBA              |
| 2010 | «Life Is a Fairytale»  | TBA              |

### Песни в фильмах
- Tinker Bell — «Shine»
- Another Cinderella Story — «Hurry Up and Save Me» and «No Average Angel».

## Награды и номинации
| Year | Result     | Award                    | Category               | Work                   |
| ---- | ---------- | ------------------------ | ---------------------- | ---------------------- |
| 2008 | Неизвестно | 2008 FanGap Choice Award | Best Female Soloist    | «Hurry Up and Save Me» |
| 2011 | Ожидается  | J14 Rising Star Awards   | Favorite Female Singer | «I’m Not Crazy»        |